# 클레르몽 공의회

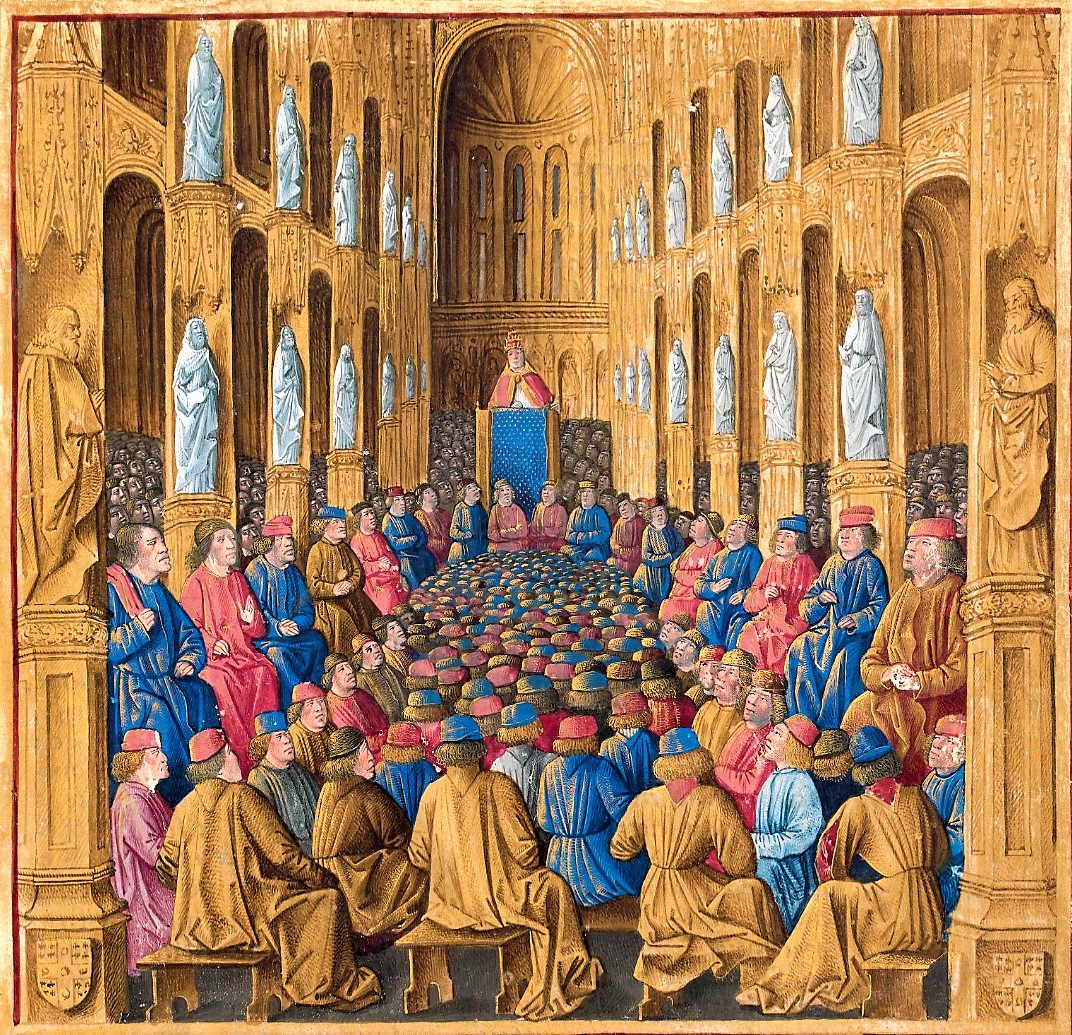
클레르몽 교회회의에서의 교황 우르바노 2세. 1490년대 작품.

클레르몽 교회회의는 1095년 11월 18일부터 11월 28일까지 프랑스 클레르몽에서 성직자와 평신도의 합동 주재로 열렸던 로마 가톨릭교회의 교회회의이다. 이 교회회의를 주재한 교황 우르바노 2세는 11월 27일 되는 날, 공의회 연설에서 제1차 십자군 원정을 호소하였다.

## 배경
1095년 비잔티움 제국 황제 알렉시우스 1세는 점차 세력을 확장해가는 셀주크 투르크측에 위협을 느끼고 서방측에 군사적 원조를 요청하였다. 황제의 서신은 피아첸차 교회회의에서 교황 우르바노 2세에게 전해졌다. 그 후 11월, 우르바노 2세는 클레르몽 교회회의에서 이 문제를 논의하기로 결정하였다.
교회회의는 11월 18일부터 28일까지 열렸으며, 약 300여명의 성직자가 참석하였다. 우르바노 2세는 교회 내 클뤼니 개혁과 프랑스 국왕 필리프 1세의 파문에 관한 문제를 놓고 논의하였다. 11월 27일, 우르바노 2세는 공의회 교부들 앞에 동방 문제를 언급하였다. 교황은 서방의 그리스도교회가 이슬람교에 의해 정복당한 성지를 해방시키고, 이슬람 제국의 공격으로 인하여 위험에 처한 비잔티움 제국을 구원해야 한다고 열변을 하였다.

## 원문
예루살렘, 안티오크 및 그밖의 도시들에서 크리스트교도가 박해를 받고 있다. 신을 믿지 않는 튀르크인들의 진출은 그칠 줄 모르고 이미 일곱차례나 크리스트교도를 격파하고 콘스탄티노폴리스로 다가오고 있다. 성지의 형제들을 구하라. 서유럽의 크리스트교 교도들이여. 지위가 높건 낮건, 재산이 많건 적건, 근동의 크리스트교 교도의 구원에 힘써라. 신은 그대들을 인도하실 것이다. 신의 정의를 위해 싸우다 쓰러지는 자는 죄사함을 받으리라
-교황 우르바누스 2세의 연설-